# Katherine V. Forrest
Katherine V. Forrest (* 20. April 1939 in Windsor, Ontario) ist eine kanadische Schriftstellerin.
Von 1984 bis 1994 war Forrest Herausgeberin und Lektorin des größten und ältesten lesbischen Verlags Naiad Press in Florida. Bekannt geworden ist sie vor allem durch die Romane um die Heldin Kate Delafield, eine Mordkommissarin. Bisher wurde sie bei den Lambda Literary Awards, dem wohl wichtigsten schwul-lesbischen Literaturpreis der USA, fünfmal ausgezeichnet.

## Auszeichnungen
- 1990: Lambda Literary Award für The Beverly Malibu
- 1992: Lambda Literary Award für Murder by Tradition
- 1999: Pioneer Award bei den Lambda Literary Awards
- 2005: Lambda Literary Award in der Kategorie Lesbian Mystery für Hancock Park
- 2006: Lambda Literary Award in der Kategorie Science Fiction/Fantasy/Horror für Daughters of an Emerald Dusk
- 2014: Lambda Literary Award in der Kategorie Lesbian Mystery für High Desert

## Werke
Die Auflistung der Werke orientiert sich am Datum der Erstveröffentlichung. Die Angaben zur Internationalen Standardbuchnummer (ISBN) beziehen sich auf die erste Ausgabe des jeweiligen Werkes. 

### Töchter der Morgenröte
- Daughters Of A Coral Dawn. 1984, ISBN 0-930044-50-9

Töchter der Morgenröte. Argument, 2000, ISBN 3-88619-957-6
- Daughters Of An Amber Noon. 2002, ISBN 1-55583-663-1

Töchter der Mittagssonne. Argument, 2003 (übersetzt von Britta Dutke), ISBN 3-88619-481-7
- Daughters Of An Emerald Dusk. 2005, ISBN 1-55583-823-5

### Kate Delafield
- Amateur City. 1984, ISBN 0-930044-55-X

Amateure. Argument, 1991 (Übers. Anke Grube, Maren Klostermann) ISBN 3-88619-515-5
- Murder At The Nightwood Bar. 1987, ISBN 0-930044-92-4

Die Tote hinter der Nightwood Bar. Argument, 1989 (Übers. Gabriela Mischkowski) ISBN 3-88619-507-4
- The Beverly Malibu. 1989, ISBN 0-941483-47-9

Beverly Malibu. Argument, 1992 (Übers. Anke Grube, Maren Klostermann) ISBN 3-88619-529-5
- Murder By Tradition. 1991, ISBN 0-941483-89-4

Tradition. Argument, 1993 (Übers. Anke Grube, Maren Klostermann) ISBN 3-88619-537-6
Tradition. Argument, 2007 (Übers. Anke Grube, Maren Klostermann, Überarb. Benjamin Bartel) ISBN 978-3-86754-009-4
- Liberty Square. 1996, ISBN 0-425-15467-X

Treffpunkt Washington. Argument, 1998 (Übers. Anke Grube, Silvia Mayer) ISBN 3-88619-837-5
- Apparition Alley. 1997, ISBN 0-425-15966-3

Kreuzfeuer. Argument, 1999 (Übers. Monika Brinkmann) ISBN 3-88619-843-X
- Sleeping Bones. 1999, ISBN 0-425-17029-2

Knochenjob. Argument, 2000 (Übers. Britta Dutke) ISBN 3-88619-855-3
- Hancock Park. 2004, ISBN 0-425-19598-8

Vollrausch. Argument, 2005 (Übers. Sonja Finck) ISBN 3-88619-885-5
- High Desert. 2013, ISBN 978-1-935226-65-9

Wüstenfeuer. Krug & Schadenberg, 2017 (Übers. Adele Marx) ISBN 978-3-95917-008-6

### Weitere Romane
- Curious Wine. 1983, ISBN 0-930044-43-6

Seltsamer Wein. Daphne, 1985 (übersetzt von Heidi Ballschmiede), ISBN 3-89137-002-4
- An Emergence of Green. 1986, ISBN 0-930044-69-X

Die Fremde im Pool. Frauenoffensive, 1988 (übersetzt von Gerlinde Kowitzke), ISBN 3-88104-176-1
- Flashpoint. 1994, ISBN 1-56280-043-4

Das Gebot der Stunde. Frauenoffensive, 1994 (übersetzt von Gerlinde Kowitzke), ISBN 3-88104-255-5

### Erzählungen
- Dreams And Swords. 1987, ISBN 0-941483-03-7

The Gift
Jessie
Benny's Place
Xessex
Force Majeur
Mother Was an Alien (Auszug aus Daughters of a Coral Dawn)
Mandy Larkin
Survivor
O Captain, My Captain
The Test
Edward L. Ferman veröffentlichte Forrests Erzählung Xessex unter ihrem Pseudonym M. Catherine McKinlay 1983 im Magazin The Magazine of Fantasy and Science Fiction.

### Als Herausgeberin
- The Erotic Naiad – Love Stories by Naiad Press Authors. 1992, zusammen mit Barbara Grier, ISBN 1-56280-026-4
- Diving Deep – Erotic Lesbian Love Stories. 1993, zusammen mit Barbara Grier, ISBN 1-872642-14-4
- The Romantic Naiad – Love Stories by Naiad Press Authors. 1993, zusammen mit Barbara Grier, ISBN 1-56280-054-X
- The Mysterious Naiad – Love Stories by Naiad Press Authors. 1994, zusammen mit Barbara Grier, ISBN 1-56280-074-4
- Diving Deeper – More Erotic Lesbian Love Stories. 1994, zusammen mit Barbara Grier, ISBN 1-872642-22-5
- Deeply Mysterious – Erotic Lesbian Stories. 1995, zusammen mit Barbara Grier, ISBN 1-872642-31-4
- All in the Seasoning – And Other Holiday Stories. 2002, ISBN 1-887237-04-6
- Lesbian Pulp Fiction – The Sexually Intrepid World of Lesbian Paperback Novels 1950-1965. 2005, ISBN 1-57344-210-0
- Women of mystery – An Anthology. 2006, ISBN 1-56023-543-8
- Love, Castro Street – Reflections of San Francisco. 2007, zusammen mit Jim Van Buskirk, ISBN 978-1-55583-997-0